# Stare Kościeliska (polana)

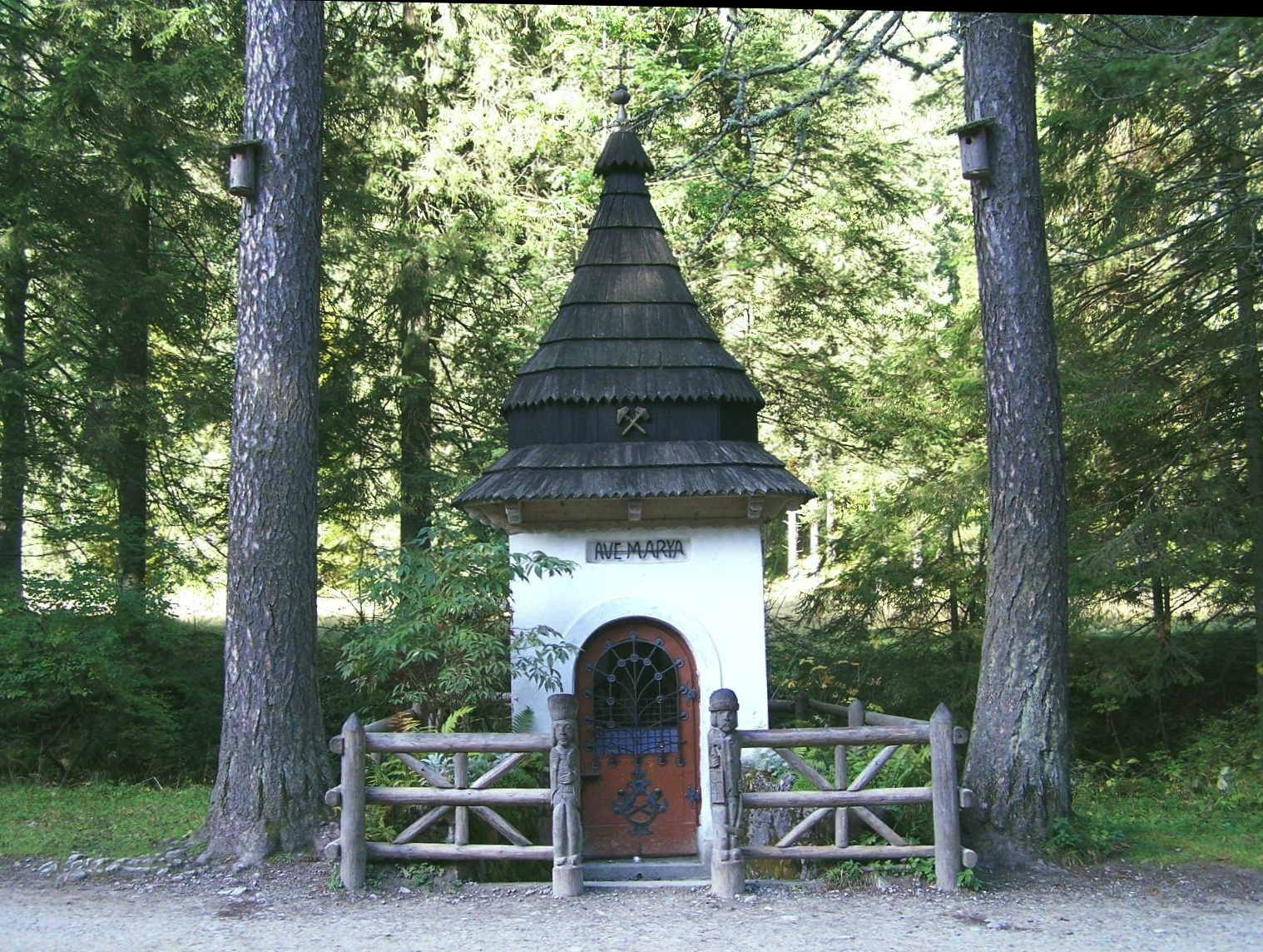
Kapliczka zbójnicka

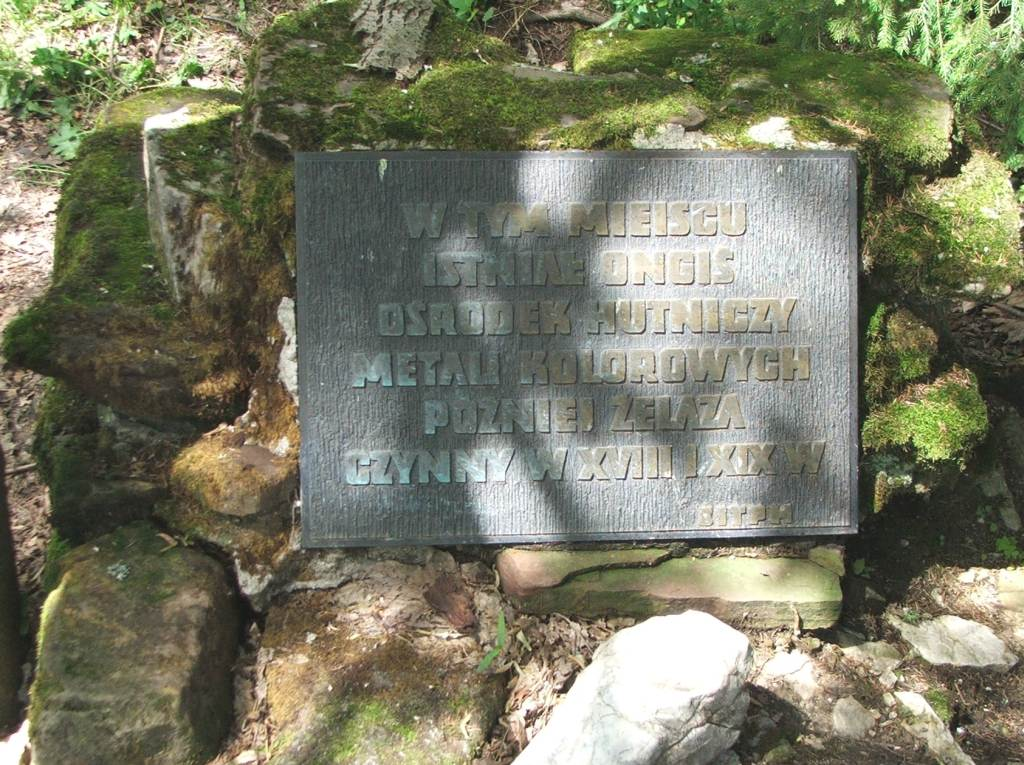
Tabliczka upamiętniająca historię hutnictwa w Dolinie Kościeliskiej

Stare Kościeliska – polana w Dolinie Kościeliskiej w Tatrach Zachodnich, na wysokości 960–970 m n.p.m. Była to samodzielna polana, nie wchodziła w skład żadnej hali. Pochodzenie nazwy tłumaczy się w ten sposób, że polana stanowiła grunt kościelny; pierwotnie nazywała się ona Kościelec. Prowadzi przez nią szeroki gościniec – pieszo 30 min drogi z Kir.
W 1783 r. M. i J. Prokopowicze otwarli tutaj niewielki ośrodek przemysłowy – hutę miedzi, w której był młot fryszerski, piec do wytapiania rudy, młyn kruszący rudę i chaty, w których mieszkali robotnicy. Przetapiano rudę pochodzącą głównie z Doliny Starorobociańskiej. Była też karczma na Starych Kościeliskach, tartak i leśniczówka, a przy niej lipy, z których dwie przetrwały do dzisiaj. Mają ok. 150 lat i są to lipy szerokolistne. Z kilkunastu takich lip zasadzonych przez ówczesnego leśniczego tylko dwa okazy przetrwały w surowych tatrzańskich warunkach, powyżej normalnego swojego zasięgu pionowego. Zasadził on także klony i daglezje.
W leśniczówce nocowali i leczyli się żętycą chorzy na gruźlicę. W niesławnej karczmie bawili się głównie robotnicy huty. Później przerobiono hutę miedzi na hutę żelaza i zakład metalurgiczny. Zachowały się resztki pieca i murów fryszerki (umieszczona jest na nich tablica informacyjna).
Urządzenia huty napędzane były kołem wodnym, do którego doprowadzono wodę Kościeliskiego Potoku, spiętrzoną za pomocą tamy znajdującej się w okolicy Pośredniej Kościeliskiej Bramy (Bramy Kraszewskiego). Rudy żelaza zwożono z kopalń w Dolinie Pyszniańskiej, na Stołach, Ornaku (Żleb pod Banie), Dolinie Miętusiej, Dolinie Starorobociańskiej, spod Kopek. Przeważnie były to rudy o niewielkiej zawartości żelaza. Jedynie w żlebie Żeleźniak wydobywano wysokoprocentową rudę hematytu.
Istniało wtedy jeszcze w Tatrach zbójnictwo. W latach 1805–1810 zbójnicy napadali na zarząd huty, rabując pieniądze i wymuszając fałszywe zaświadczenia. W 1841 r. hutę zlikwidowano z powodu nieopłacalności. Do tej pory istnieje tutaj kapliczka, zwana kapliczką zbójnicką. W rzeczywistości została ona ufundowana przez górników wydobywających tu rudę. Od 1890 do 1926 r. funkcjonowała w Dolinie Kościeliskiej gospoda Zamoyskiego z pokojami noclegowymi dla turystów, założona przez hrabiego Władysława Zamoyskiego.
Polana była dawniej koszona i wypasana. W 1955 polana miała powierzchnię 3,442 ha. Po włączeniu jej do Tatrzańskiego Parku Narodowego zniesiono wypas i koszenie, w wyniku czego część polany zarosła lasem i zaroślami. W 2004 jej powierzchnia zmniejszyła się przez to o 15,72%. Ciekawa flora roślin wapieniolubnych. M.in. stwierdzono tutaj występowanie goryczuszki lodnikowej – bardzo rzadkiej rośliny, w Polsce występującej tylko w Tatrach i to w nielicznych tylko miejscach (ok. 10 w całych polskich Tatrach).

## Szlaki turystyczne
z Kir dnem Doliny Kościeliskiej do schroniska na Hali Ornak.
- Czas przejścia z Kir na Stare Kościeliska: 35 min w obie strony
- Czas przejścia ze Starych Kościelisk do schroniska: 1:05 h, ↓ 1 h

 nieco powyżej polany od szlaku zielonego odchodzi na zachód niebieski szlak na Polanę na Stołach. Czas przejścia: 1:10 h, ↓ 55 min
 – od górnego końca polany, za mostkiem odchodzi w kierunku wschodnim jednokierunkowy szlak czarny, przechodzący przez oświetloną Jaskinię Mroźną (wstęp płatny) i schodzący do Doliny Kościeliskiej. Czas przejścia: 1:10 h
 tuż przed kapliczką na dolnym krańcu polany od szlaku zielonego odgałęzia się biegnąca przez chwilę razem z nim, znakowana czarno Ścieżka nad Reglami i prowadzi przez Przysłop Kominiarski na Niżnią Polanę Kominiarską. Czas przejścia: 40 min, ↓ 30 min